# Yenagoa Township Stadium
Yenagoa Township Stadium este un stadion polivalent situat în orașul Yenagoa, Nigeria. Are o capacitate de 5.000 locuri și este folosit ca și teren gazdă de către echipele Ocean Boys FC și Bayelsa United FC.